# Liberty (Mississippi)
Liberty település az Amerikai Egyesült Államok Mississippi államában, Amite megyében, melynek megyeszékhelye is. Lakosainak száma 560 fő (2020. április 1.).

## Népesség
A település népességének változása:

| 2010 | 728 |
| 2020 | 560 |